# Sida (revista)
Sida (abreviado Sida) fue una revista ilustrada con descripciones botánicas que fue editada por el Instituto de Investigación Botánica de Tejas, en inglés: Botanical Research Institute of Texas. Se publicaron 22 números entre los años 1962-2006, con el nombre de Sida; Contributions to Botany. Dallas; Fort Worth, TX.